# 휴고 (소프트웨어)
휴고(Hugo)는 Go로 작성된 정적 사이트 생성기이다. 2013년 Steve Francia에 의해 처음 개발된 휴고는 현재의 수석 개발자 Bjørn Erik Pedersen(2015년 v0.14 이후)의 도움을 받아 기능, 성능 면에서 큰 향상을 이루었다. 휴고는 아파치 라이선스 2.0으로 배포되는 오픈 소스 프로젝트이다.